# Émigration des Juifs fuyant l'Europe occupée vers le Royaume-Uni

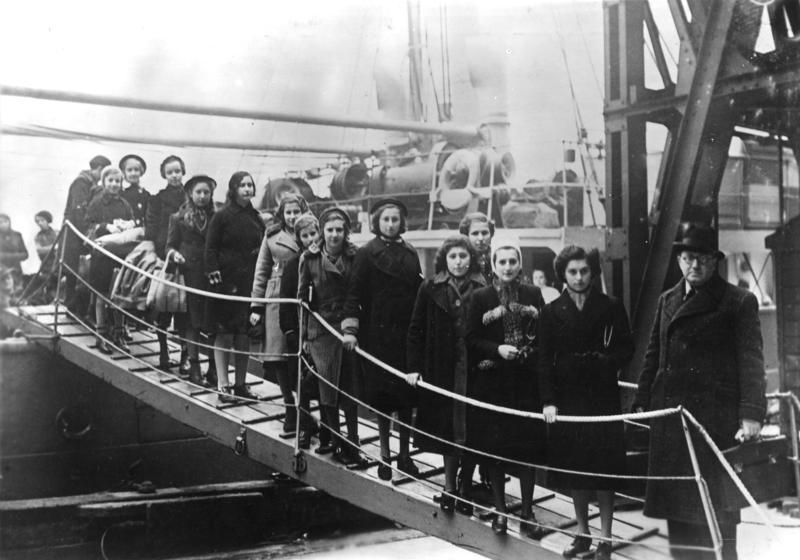
Des enfants de Juifs polonais de la région située entre l'Allemagne et la Pologne, à leur arrivée à Londres sur le Warsaw, février 1939.

L'émigration des Juifs fuyant l'Allemagne nazie puis l'Europe occupée vers le Royaume-Uni se déroule à partir de 1933, après l'accession au pouvoir d'Adolf Hitler, le Royaume-Uni étant une destination importante. Certains arrivent avec des visas de transit, ce qui signifie qu'ils ne doivent rester en Grande-Bretagne que temporairement en attendant d'être acceptés par un autre pays. D'autres entrent dans le pays en obtenant un emploi ou grâce à l'aide d'un garant, ou encore lors de l'opération Kindertransport, qui consiste a donner des emplois dévalorisant de main-d'œuvre en échange de la nationalité. Environ soixante-dix mille réfugiés juifs sont acceptés en Grande-Bretagne au moment du début de la Seconde Guerre mondiale, le 1er septembre 1939. Pendant la guerre, on compte dix mille personnes supplémentaires.

## Contexte
Après la première guerre mondiale et le traité de Versailles, la république de Weimar est en difficulté. L'antisémitisme grandissant incite certains Juifs à quitter la pays. Hitler accède au pouvoir en Allemagne en 1933 alors qu'on comptait 523 000 Juifs allemands (soit moins de 1 % de la population) dans le pays. Commence alors un processus d'exclusion qui accélère leur fuite. Jusqu'à fin 1939 plus de 117 000 Juifs quittent l'Autriche (occupée depuis 1938) et 300 000 l'Allemagne nazie. La plupart d'entre eux ont suivi une formation ou ont fait des études supérieures. Ils sont généralement jeunes.
L'Allemagne une fois en guerre a besoin d'argent et de mains d'œuvre. Elle restreint l'argent qu'ils peuvent retirer des banques allemandes et imposent de lourdes taxes d'émigration. Après le mois d'octobre 1941, le gouvernement interdit l'émigration. Les Juifs allemands qui ne sont pas partis, environ 163 000 en Allemagne et moins de 57 000 en Autriche, sont principalement des personnes âgées. Ils sont tués dans des ghettos ou emmenées vers les camps de concentration nazis. Très peu survivent. 
Bien que les Juifs puissent quitter l'Allemagne jusqu'en 1941, il leur est difficile de trouver des pays qui les acceptent, notamment après l'arrivée de la première vague d'immigrés en Europe, en Grande-Bretagne et aux États-Unis.

## La politique d'immigration
Le Royaume-Uni a déjà connu plusieurs vagues d'immigrations, ce qui explique la loi sur les Étrangers de 1905. Elle permettait aux fonctionnaires de l’immigration de refuser les étrangers et donc de contrôler l’immigration. Cette loi est suivie du Status of Aliens Act de 1914 qui autorise l'expulsion et prévoit des dispositions plus strictes en matière d'immigration. Enfin, après la Première Guerre mondiale, on compte une montée de l'extrême droite, et le Royaume Uni n'est pas prêt pour l'accueil de migrants. Il restreint l'immigration notamment des pauvres et des Juifs d'Europe de l'Est. De plus, les juifs allemands sont attirés par d'autres destinations comme les États-Unis. 
Encore plus stricte, la loi sur l'immigration en Grande-Bretagne de 1919 n'aborde ni ne différencie le traitement des immigrés en fonction des circonstances dans lesquelles ils immigrent en Grande-Bretagne. Cela signifie que des milliers de réfugiés fuyant l'Europe après que Hitler a accédé au pouvoir sont acceptés en tant que réfugiés, mais seulement de façon temporaire. Ainsi, des milliers d'hommes arrivent en Grande-Bretagne avec des visas de transit et y restent tout en cherchant d'autres pays où ils seraient acceptés. S'il était clair que la personne demandant l'entrée sur le territoire britannique était un étranger, son séjour était généralement limité à un mois.
Vers 1937, à mesure que le nombre de personnes cherchant à immigrer en Grande-Bretagne augmente, le gouvernement britannique impose des normes plus strictes à ceux qu'il admet. L'une de ces normes est que les réfugiés doivent posséder 50 ₤ (soit 2 910 $ en 2015) déposés dans une banque à l'étranger. Or, en Allemagne, il est alors illégal de détenir des devises étrangères. Cette exigence peut néanmoins être levée, en fonction de la formation ou de l'éducation de la personne concernée.
George Rublee, le directeur du Comité des réfugiés juifs nouvellement formé, ainsi que Leonard Montefiore et Neville Laski, présidents du Conseil des députés des Juifs britanniques, rencontrent des représentants du gouvernement britannique en avril 1933 pour élaborer un plan qui permette au pays d'accueillir des réfugiés. La communauté juive déclare qu'elle fournira une assistance aux réfugiés juifs, notamment un logement, un accès à l'instruction et une formation professionnelle, ainsi que de l'argent à des milliers de personnes à la fin de 1939, éliminant ainsi tout fardeau financier sur le gouvernement dans le soutien des nouveaux arrivants.
Le gouvernement britannique limite le nombre d'immigrés en 1938 et en 1939. Par exemple, après l'annexion de l'Autriche par l'Allemagne nazie le 12 mars 1938, le gouvernement limite le nombre de Juifs autrichiens qui peuvent entrer en Grande-Bretagne grâce à des visas strictement contrôlés.
Afin de gérer le grand nombre d'immigrés fuyant l'Europe nazie, il est nécessaire pour les nations d'établir un plan. En juillet 1938, 32 pays se sont rassemblés en France lors de la conférence d'Évian (juillet 1938), mais la quasi-totalité d'entre eux refusent de diminuer les restrictions à l'immigration et d'accepter davantage de réfugiés. Bien que le nombre d’immigrés soit limité, la Grande-Bretagne assouplit sa politique d'immigration, après la Nuit de Cristal, alias kristallnacht du 9 au 10 novembre 1938, en Allemagne. Cette nuit-là, se déclenchent des pogroms dont le but est d'écraser la population juive. Il se produira cette nuit la, les établissements juifs sont vandalisés lors de violentes manifestations, durant lesquelles des vitrines sont brisées, des magasins gravement endommagés, des centaines de synagogues et d'institutions sont brûlées et une quarantaine de Juifs sont tués. Mais avant de brûler les synagogues, l'ordre était de récupérer les archives de la communauté juive, pour les transmettre au Service de la Sécurité. En septembre 1939, entre 70 000 et 80 000 réfugiés Juifs entrent en Angleterre. La plupart s'installent au nord-ouest de Londres.
Cependant, il reste plus de 500 000 dossiers de Juifs n'ayant pas été admis, selon le site British Jewish associations. Louise London, auteur de Whitehall And The Jews, 1933-1948, déclare que « le processus [d'immigration britannique] (..). a été conçu pour éloigner un grand nombre de Juifs européens annexion de l'Autriche — peut-être dix fois plus qu'il n'en a laissé entrer. »
Lorsque la Seconde Guerre mondiale commence (le 1er septembre 1939), la Grande-Bretagne n'autorise plus l'émigration depuis les pays contrôlés par les nazis. En avril 1943, la conférence des Bermudes des Alliés ne prévoit pas non plus de gérer la crise des réfugiés. À cette époque, on sait déjà que le régime nazi a l'intention d'exterminer tous les Juifs d'Europe (plan connu sous le nom de solution finale).
Quelque dix mille réfugiés juifs « ont réussi à trouver le chemin de la Grande-Bretagne » tout au long de la guerre (1939-1945).
La Grande-Bretagne n'autorise pas les Juifs à émigrer vers la Palestine, qui est alors sous contrôle britannique. Cependant, des Juifs immigrent tout de même illégalement vers la Palestine (Aliyah Bet).

## Les moyens de l'immigration

### Garanties
Le gouvernement britannique crée un système dans lequel un garant verse une garantie de cinquante livres sterling pour assurer que la personne pour laquelle il se porte garant ne devienne pas un fardeau financier pour le gouvernement britannique,. Il s'agit d'une pratique de la communauté juive pour aider les Juifs à s'échapper, et les quakers sauvent ainsi approximativement six mille Juifs,,,. Un garant n'est pas nécessaire si un individu est autosuffisant, soit parce qu'il serait riche, soit parce qu'il prendrait des dispositions pour trouver un emploi. Certaines catégories d'emplois connaissaient une pénurie de travailleurs, tels que les soins infirmiers, l'aide ménagère et les majordomes.[réf. nécessaire]

### Kindertransport

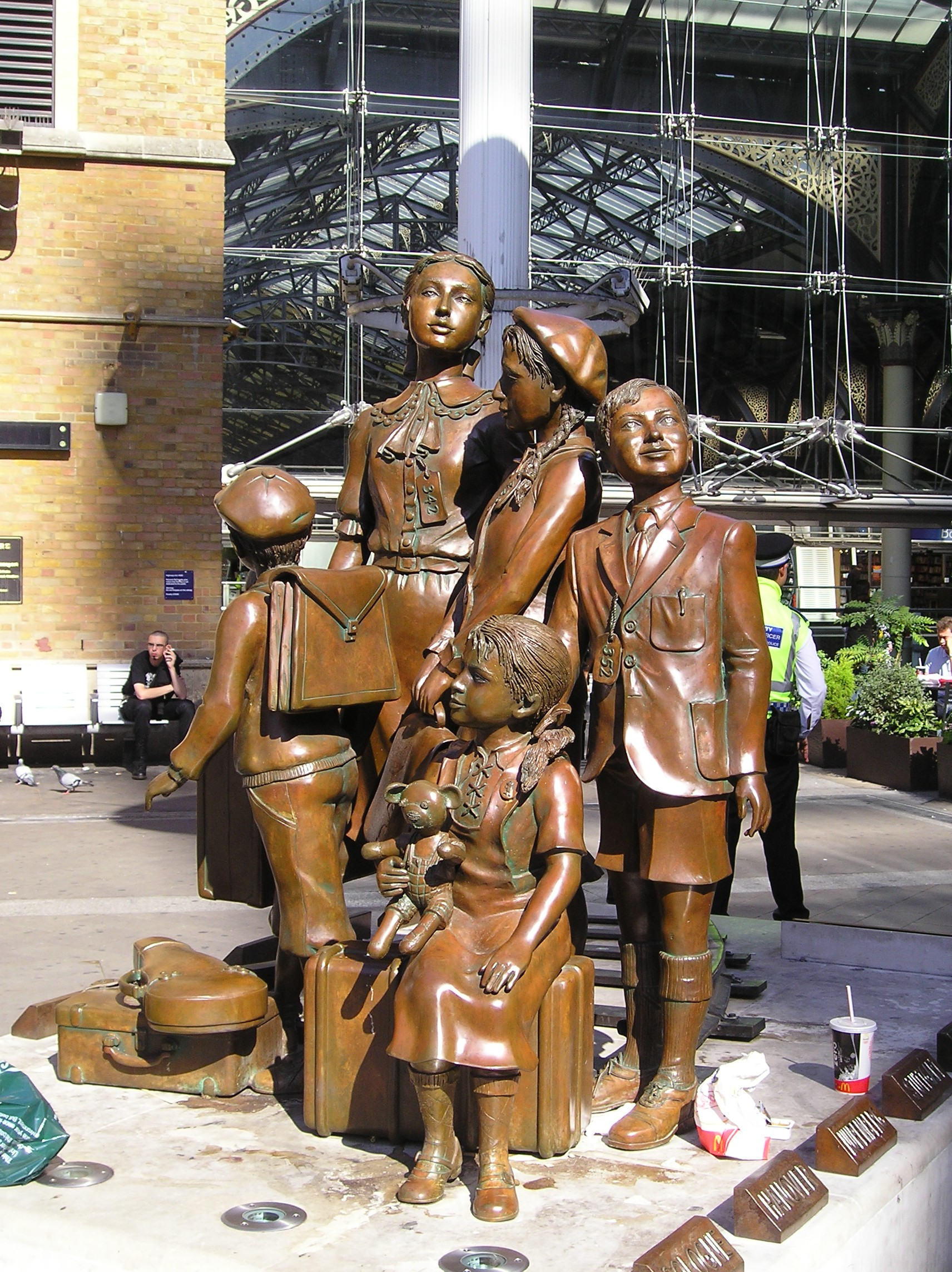
Kindertransport – The Arrival sculpture dans le centre de Londres commémorant le Kindertransport, lorsque le Royaume-Uni a accepté environ dix mille enfants Juifs avant la Seconde Guerre mondiale. D'origine juive, Nicholas Winton a été un des membres importants de l'opération.

À la suite de la Nuit de Cristal en novembre 1938, les Juifs et les leaders quakers de la communauté rencontrent le gouvernement britannique afin d'étudier les moyens de sauver les enfants des actions du régime nazi. Entre décembre 1938 et août 1939, le gouvernement britannique autorise l'immigration de dix mille enfants juifs sans visas, via des transports d'enfants, programme appelé Kindertransport.
Parce qu'il n'est pas sûr pour les Juifs de voyager en Allemagne, six volontaires du Quaker Peace and Social Witness (comité « Paix et témoignage social quaker ») se rendent à Berlin. Le rassemblement des enfants, les papiers et les plans de voyage sont coordonnés par les Quakers de Vienne et de Berlin, ainsi que des organisations juives. Leurs soins et leurs déplacements sont également coordonnés en Grande-Bretagne par le groupe Movement for the Care of Children. Ensuite, les enfants sont placés dans des pensionnats, y compris dans des écoles quakers, souvent grâce aux bourses offertes par les écoles, ou dans des foyers d'accueil, ou encore dans des auberges.

## L'assimilation
Il est difficile pour les réfugiés de trouver du travail, indépendamment de leur éducation, sauf en tant que domestiques. Cela signifie aussi que les réfugiés juifs qui sont médecins ne peuvent pas pratiquer la médecine, bien qu'il y ait une pénurie de fournisseurs de soins de santé. Une des causes du problème est économique. La période connaît un taux de chômage élevé, et les britanniques craignent de perdre des emplois en raison de l'afflux de réfugiés.
Les réfugiés juifs allemands sont encouragés à s'assimiler à la culture, ce qui se fait souvent au détriment de leur histoire personnelle et de leur identité, notamment en renonçant à l'utilisation de leur langue maternelle. Une loi est promulguée dans les années 1930 pour garantir que pas plus de 5 % du nombre total d'élèves dans une école publique ne soient juifs. La presse, qui ne soutient généralement pas les réfugiés, rapporte à tort qu'il y a plus de Juifs en Grande-Bretagne qu'il n'y en avait en été 1938 en Allemagne. Kushner et Katharine Knox, dans leur ouvrage Refugees In An Age Of Genocide, écrivent : « De tous les groupes du XXe siècle, les réfugiés du nazisme sont maintenant perçus comme étant "authentiques ", mais à l'époque, les Juifs allemands, autrichiens et tchécoslovaques étaient traités avec ambivalence et hostilité autant qu'avec sympathie. »

## Ressources
Bloomsbury House à Londres est une ressource pour les immigrés. Il existe des organisations juives, comme le Central British Fund pour la communauté juive allemande et le Comité des réfugiés juifs, ainsi que d'autres organisations qui soutiennent les réfugiés juifs. Les réfugiés ont non seulement besoin de logements, d'écoles pour enfants et d'autres moyens logistiques, mais doivent également se confronter aux problèmes affectifs et psychologiques propres aux réfugiés.
À la fin des années 1930, on compte environ vingt mille quakers et l'on pense que chacun d'eux contribue d'une manière ou d'une autre à soulager le sort des réfugiés juifs. La Society of Friends offre son aide à travers la Grande-Bretagne en soutenant les enfants dans les écoles et les pensionnats quakers, en organisant des programmes de formation agricole qui incluent le gîte et le couvert, la recherche d'emploi et la gestion d'auberges gratuites ou subventionnées. En plus de faire des dons, les membres favorisent les enfants, servent dans leurs comités de réfugiés locaux et apportent de l'aide dans les auberges locales. Le prix Nobel de la paix est décerné conjointement en 1947 aux quakers américains et britanniques pour leur rôle dans l'aide aux réfugiés juifs pendant la Shoah.

## Atténuer la menace de l'ingérence allemande

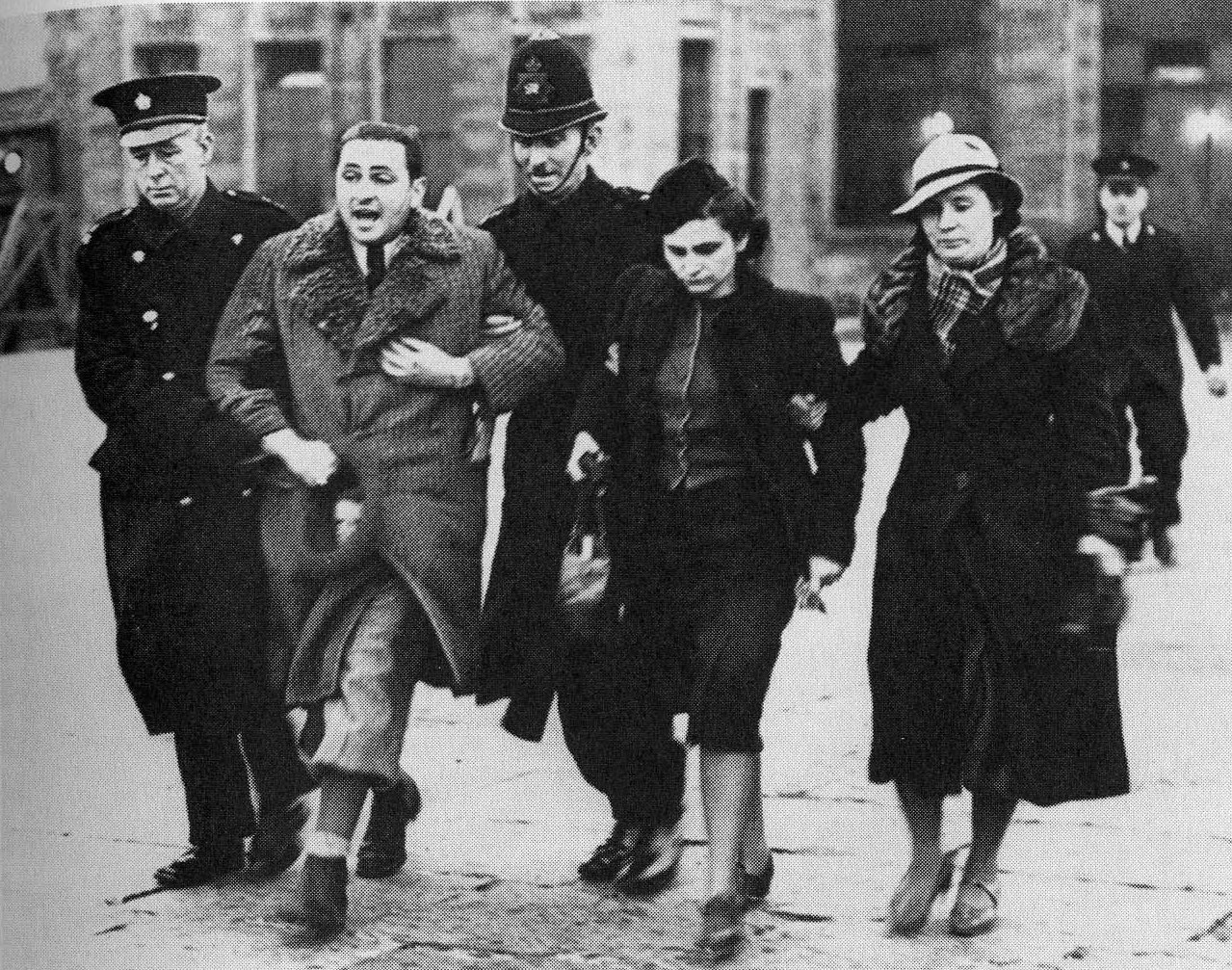
Des réfugiés juifs de Tchécoslovaquie tenus à l'écart par la police britannique à Croydon Airport, en mars 1939.

Avec le début de la guerre, le gouvernement britannique préfère éviter l'internement et doit considérer le risque que représentent les étrangers pour l'Empire. Le secrétaire d'État au ministère de l'Intérieur, Sir John Anderson, élabore des plans pour faire face à la menace, selon les processus utilisés pendant la Première Guerre mondiale. Environ 2 000 réfugiés allemands retournent en Allemagne après que les britanniques demandent aux étrangers de repartir dans leur pays natal. Il y a des répercussions pour les personnes qui ont menti pour obtenir un passeport ou qui sont entrées illégalement dans le pays. Conformément à la loi de 1939 sur les Pouvoirs d'Urgence (défense), le gouvernement met en place des politiques visant à contrôler les immigrés des pays hostiles, y compris les enregistrements hebdomadaires obligatoires avec la police, les permis requis pour voyager à plus de cinq miles de chez eux et les ordres d'abandonner des cartes, des caméras, des armes à feu et des vélos. Au début, ces restrictions ne s'appliquent qu'aux hommes de 16 à 60 ans, mais elles sont ensuite étendues aux femmes, aux personnes de plus de 60 ans et à certains enfants. Il est fréquent que des réfugiés soient condamnés à une amende ou emprisonnés en conséquence de cette politique.

## L'internement

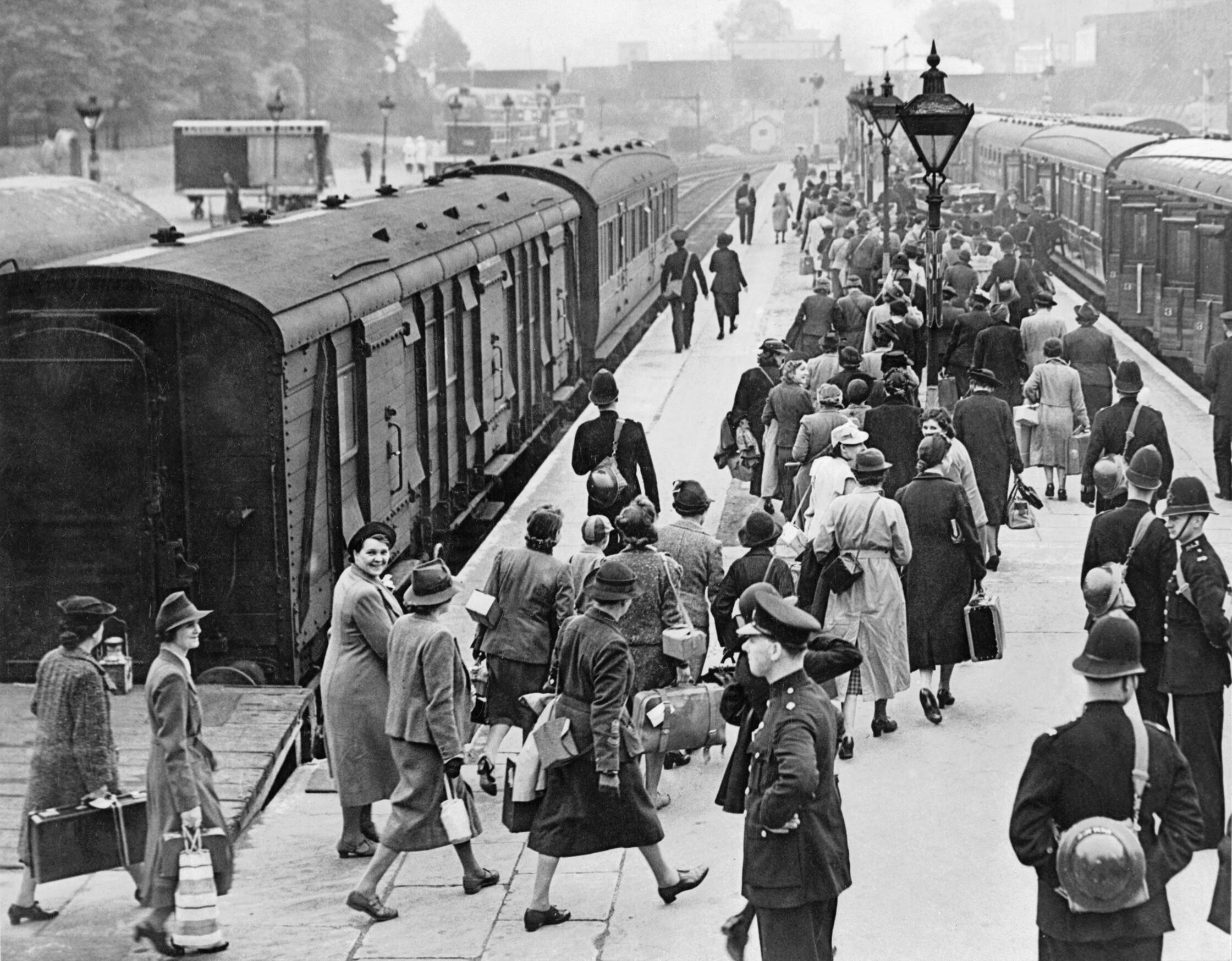
Les femmes classées comme des ennemis étrangers sont escortées par la police et des fonctionnaires à bord de trains dans une gare londonienne, avant le voyage pour l'internement sur l'Île de Man au début de la Seconde Guerre mondiale.

Les Italiens, les Allemands et les Autrichiens, y compris les réfugiés juifs, sont appelés les « ennemis » et internés après la mi-1940, lorsque les pays d'Europe du Nord et d'Europe occidentale sont envahis par l'Allemagne. On craint a l’époque que n'importe qui ayant un accent allemand ne soit un espion. Des réfugiés juifs sont envoyés dans des camps d'internement, avec d'autres Allemands et Autrichiens, y compris des sympathisants nazis. Les gens sont classés en groupes (A, B, C) par les tribunaux en fonction de leur dangerosité (la classe A étant la plus dangereuse, et la classe C la moins dangereuse) et déterminent donc combien de temps ils peuvent être détenus et où ils sont situés. 
Ceux qui sont considérés comme les plus dangereux, environ huit mille personnes, sont expulsés vers l'Australie et le Canada. Ils ne réussissent pas tous à atteindre leur destination. En effet, beaucoup sont tués à bord des navires dans lesquels ils voyageaient, à l'instar du SS Arandora Star, touché par une torpille allemande.
Environ trente mille réfugiés juifs sont détenus en Grande-Bretagne dans les camps d'internement sur l'Île de Man et dans d'autres endroits en Angleterre et en Écosse. Plus tard au cours de la guerre, alors qu'il n'existe plus de menace d'invasion, les internés sont libérés. Certaines des personnes qui ont été expulsées vers le Canada et l'Australie sont autorisées à retourner en Grande-Bretagne.

## Service militaire
Plusieurs « sociétés étrangères » sont créées dans le Royal Pioneer Corps pour les réfugiés. Il existe aussi des réfugiés hommes et femmes qui servent dans d'autres branches de l'armée, y compris des unités de commandos germanophones. Servir dans l'armée est particulièrement dangereux, parce qu'en cas de capture, il est probable d'être exécuté par les Allemands pour trahison. Cependant, le nombre de Juifs d'origine allemande rejoignant les forces britanniques est exceptionnellement élevé. À la fin de la guerre, un réfugié juif allemand sur sept (soit dix mille personnes) s'est porté volontaire pour servir les forces britanniques. Leur connaissance de la langue et des coutumes allemandes se révèle particulièrement utile. Les réfugiés servent avec distinction, et nombre d'entre eux décèdent pendant les affrontements.
Nombre de postes civils sont aussi occupés par des réfugiés juifs, tels que l'administration et la manufacture de munitions. La période est difficile pour les familles séparées en raison de la guerre et de l'internement. En juin 1941, l'Association des Réfugiés Juifs est fondée pour fournir un soutien à ces populations, tant du point de vue moral que matériel.

## Après la guerre

### Les réfugiés naturalisés
De nombreux réfugiés servent dans l'administration de l'armée d'occupation britannique en Allemagne et en Autriche après la guerre.
Avec la fin de la guerre, beaucoup de réfugiés s'installent définitivement sur le sol britannique, en particulier dans le nord-ouest de Londres. Ils y fondent des familles, sont nationalisés, et prennent des noms britanniques. Le club de l'Association des réfugiés juifs (AJR), le Cosmo Restaurant, le Dorice et le Club 1943 accueillent d'autres réfugiés. Des organisations comme l'Institut Leo Baeck, le Musée Freud, et la Wiener Library sont fondées et intégrées à la culture britannique.
Nombre d'entre eux s'illustrent dans des carrières dans l'édition, la médecine, la science, la psychanalyse et dans d'autres professions. Parmi les scientifiques notables: Max Perutz, Rudolf Peierls, François Simon, Ernst Boris Chain, et Hans Adolf Krebs. Parmi les intellectuels célèbres figurent les historiens de l'art Nikolaus Pevsner et Ernst Gombrich, les sociologues Norbert Elias et Karl Mannheim, et les philosophes Karl Popper et Ludwig Wittgenstein.
Les anciens réfugiés influencent aussi la scène musicale, avec l'émergence du Quatuor Amadeus et le Festival d’Édimbourg. Le chanteur Richard Tauber, l'acteur Anton Walbrook, et le peintre Lucian Freud figurent parmi les personnalités artistiques. Les écrivains qui laissent leur marque incluent Elias Canetti et Arthur Koestler.
Dans les années 1950, l'Allemagne de l'Ouest commence à verser des dédommagements aux réfugiés.

### Les personnes déplacées

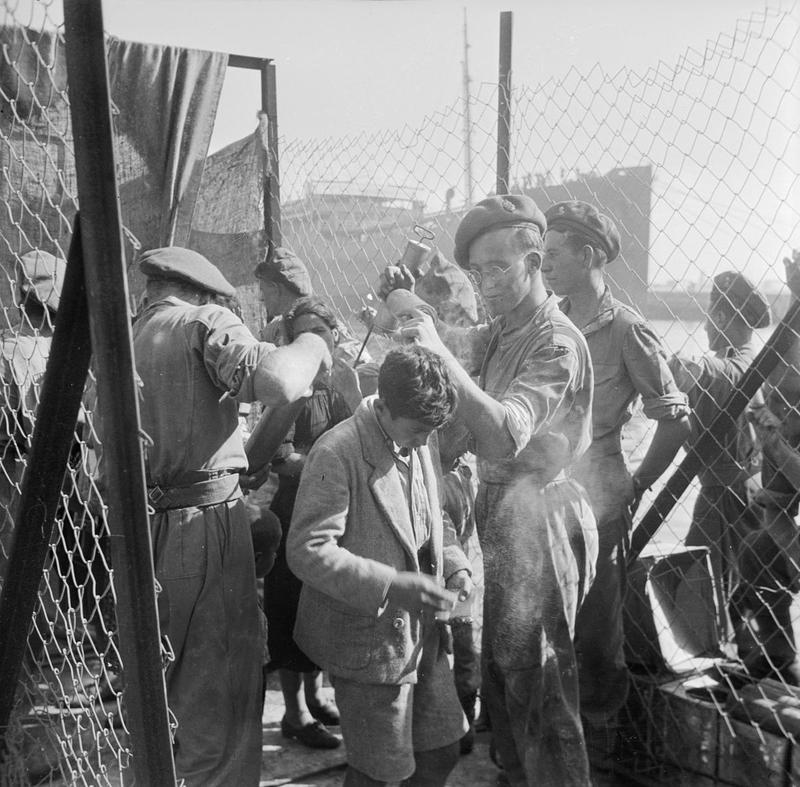
Les Immigrants juifs de Quitter Haïfa Pour l'Internement à Chypre, en août 1946

Il y a peu d'immigration légale en Palestine, mais entre 1945 et 1948, des milliers de Juifs déplacés tentent d'y entrer illégalement. Ceux qui sont capturés sont internés dans des camps de détention à Chypre.
Les autorités britanniques abandonnent leur Mandat et le contrôle de la région à la suite des rébellions successives des Arabes et des Juifs, ces derniers protestant contre les décisions britanniques d'empêcher l'immigration des réfugiés ou des survivants de l'Holocauste. L'État d’Israël est créé en mai 1948 et de nombreux Juifs immigrent ensuite dans cette région. En 1947, les Nations Unies adoptent un Plan de Partage de la Palestine mandataire, recommandant la création d’états indépendants arabe et juif avec une internationalisation de Jérusalem.